# Ornithosuchus woodwardi
L’ornitosuco (Ornithosuchus woodwardi) è un rettile arcosauro estinto, vissuto nel Triassico superiore (circa 210 milioni di anni fa). I suoi resti sono stati rinvenuti in Scozia.

## Descrizione
Di grosse dimensioni, l'ornitosuco era un predatore di tutto rispetto, probabilmente il più grande del suo ecosistema. In passato si pensava che l'ornitosuco potesse raggiungere e superare i tre metri e mezzo di lunghezza. Queste misure erano basate su esemplari frammentari descritti originariamente come Dasygnathoides longidens, e solo successivamente attribuiti alla specie tipo da Walker nel 1964. Studi più recenti, però, indicano che questi resti di grande taglia non siano attribuibili al genere Ornithosuchus, e siano anzi di dubbia identità a causa dell'assenza di caratteri diagnostici. L'ornitosuco era comunque un animale che poteva raggiungere i due metri di lunghezza.
Le robuste mascelle erano munite di denti aguzzi, mentre le zampe forti possedevano artigli con i quali l'ornitosuco aggrediva le prede. Il corpo possente era retto dagli arti posteriori lunghi e snelli, mentre quelli anteriori erano più brevi. La disparità di lunghezza tra arti anteriori e arti posteriori aveva indotto alcuni paleontologi a ipotizzare che l'ornitosuco fosse un animale bipede; è probabile, invece, che fosse un quadrupede, o quantomeno semibipede. Il cranio, inoltre, era molto grosso ma con una struttura leggera, grazie a delle “finestre” molto ampie; questa caratteristica lo rendeva molto simile a quello dei successivi dinosauri teropodi, come Allosaurus e Tyrannosaurus.

## Classificazione
In passato molti paleontologi ritennero che l'ornitosuco fosse un antenato dei dinosauri carnivori, a causa della sproporzione tra arti anteriori e posteriori e, soprattutto, a causa della struttura "fenestrata" del cranio. In realtà, l'articolazione della caviglie di tipo primitivo indica che l'ornitosuco e i suoi parenti non possono essere posti sulla linea evolutiva che conduce ai dinosauri, ma sono più strettamente imparentati con i coccodrilli.
Tra i parenti dell'ornitosuco, da ricordare i sudamericani Riojasuchus e Venaticosuchus, entrambi appartenenti alla famiglia Ornithosuchidae.